# Заслужений лікар РРФСР
Заслу́жений лікар РРФСР (рос. Заслуженный врач РСФСР) — державна нагорода, почесне звання Російської Радянської Федеративної Соціалістичної Республіки (РРФСР).
Присвоєння звання здійснювалось відповідно до Указу Президії Верховної Ради РРФСР за заслуги в охороні здоров'я населення, організації та наданні лікувально-профілактичної допомоги з використанням в практиці роботи досягнень медичної науки і техніки та працю за фахом 15 і більше років. 

## Історія
Було встановлене 11 січня 1940 року указом Верховної Ради РРФСР.